# Переписи населения в Азербайджане
Перепись населения в Азербайджане — процесс сбора, обобщения, анализа и публикации демографических, экономических и социальных данных населения, проживающих на территории Азербайджана. С 1939 года проводится раз в 10 лет за исключением 1949 года. 
В данной статье приводятся переписи населения, проводившиеся в период нахождения в составе Российской Империи, и после становления Азербайджана частью СССР, а также с момента обретения независимости.
Перепись организуется и проводится Государственным комитетом статистики Азербайджана.

## 1897 год
В 1897 году была проведена первая и единственная перепись населения Российской Империи. По данным переписи численность населения Азербайджана составила 1 млн 806 тыс. 700 чел. Из них 305,1 тыс. - городское население (16,89 %), 1 млн 501,6 тыс. - сельское (83,11 %). 

## 1903 - 1919
Проводились перепись Баку 22 октября 1903 года, перепись Баку 1913 года, переписи 1918, 1919 годов.

## 1921 год
Декретом АзРевКома №130 от 9 августа 1920 года принято решение о проведении демографической, профессиональной переписи и переписи промышленных предприятий. Декретом АзРевКома №367 от 19 мая 1921 года «О производстве переписи на территории Азербайджанской ССР» утверждён порядок проведения переписи. 
В 1921 году была проведена перепись населения и сельскохозяйственная перепись. Перепись населения была произведена в июне 1921 года, сельскохозяйственная перепись — в июле. При сельскохозяйственной переписи проводился учёт промышленных предприятий на всей территории Республики. 

## 1926 год
Первая перепись населения в СССР была проведена 17 декабря 1926 года. На тот момент территория Азербайджанской ССР составляла 85 968 км², и в составе были 35 городов и 5788 населенных деревень. Общая численность населения составляла  2 314 571 жителя, среди которых было 1 212 859 — мужчин, 1 101 712 — женщин. Городское населения составляло 649 557 чел.
| Группа                                                                                      | Численность населения |
| Постоянно проживающие на территории Азербайджанской ССР граждане Азербайджанской ССР        | 1 956 044             |
| Постоянно проживающие на других территориях СССР граждане Азербайджанской ССР               | 82 406                |
| Постоянно проживающие на территории Азербайджанской ССР граждане других ССР                 | 219 273               |
| Временно проживающие на территории Азербайджанской ССР граждане других ССР                  | 94 743                |
| Временно проживающие на территории Азербайджанской ССР, которые не являются гражданами СССР | 44 511                |

## 1937 год
Всесоюзная перепись населения была проведена 6 января 1937 года.  Согласно данным переписи число проживающих в Азербайджанской ССР составило 1 778 798 жителей, а общая численность населения - 2,953,300. Общая численность азербайджанских тюрков, проживающих в СССР - 2 134 648.

## 1939 год
17 - 23 января 1939 года в СССР была проведена перепись населения, по результатам которого население Азербайджанской ССР составило 3 205 150 человек. Общая численность этнических азербайджанцев, проживающих на территории СССР составила 2 275 678 человек.

## 1959 год
Всесоюзная перепись населения 1959 года была проведена 15-22 января. По результатам общая численность населения составила 3 697 717 человек, среди которых  2 494 381 были этническими азербайджанцами. Общая численность этнических азербайджанцев проживающих  на территории СССР составляла 2 939 728.

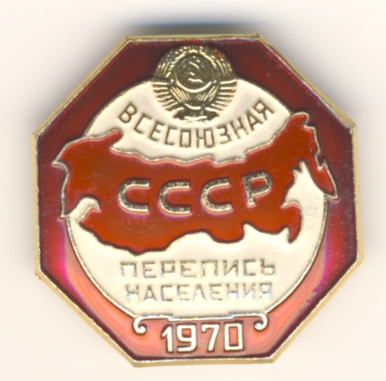
Значок, посвященный переписи населения в СССР 1970 года

## 1970 год
15—22 января 1970 года была проведена очередная всесоюзная перепись населения. Общая численность населения составила 5 117 081 жителя. Этнических азербайджанцев среди населения было 3 776 778, что составляло 73,81 % от общего населения. По численности населения второй этнической группой после азербайджанцев были русские (510 059), которые составляли 9,86 % всего населения.

## 1979 год
В 1979 году 17-24 января была проведена перепись населения СССР, по результатам которой население Азербайджанской ССР составило 6 026 515 человек, 78,14 % (4 708 832) которого составляли этнические азербайджанцы. Общее число азербайджанцев, проживающих на территориях СССР, составило 5 477 330 жителей.

## 1989 год
12—19 января 1989 года в СССР была проведена очередная перепись населения. На момент переписи Азербайджанская ССР состояла из 65 городов, 61 района, 122 посёлка городского типа. Общая численность населения Азербайджанской ССР составила 7 021 178 жителей, из которых 5 804 980, т.е. 82,68 % были этническими азербайджанцами. Русские были второй национальностью по численности и составляли 5,59 % населения, т.е. 392 304 жителя.  В Баку проживали приблизительно 1,8 млн человек.  Общая численность азербайджанцев, проживающих на территории СССР, составила приблизительно  6 770 000 человек.

## 1999 год
Первая перепись населения в Азербайджане после восстановления независимости была проведена 27 января — 3 февраля 1999 года. По данным переписи общая численность населения Азербайджанской Республики составила 7 953 438, среди которых 3 883 155 мужчин, 4 070 283 женщины. Этнические азербайджанцы составляли 90.59 % населения, что составило 7 205 464 человека. Второй этнической группой после азербайджанцев по численности населения были лезгины. Их численность составила 2.24 % (178 021) всего населения. Третьей — русские с численностью 141 687 человек.  На момент переписи в Баку проживали 1 788 854 человека, из которых 1 574 252 были этническими азербайджанцами.

## 2009 год
13-22 апреля 2009 года проведена вторая перепись населения Азербайджанской Республики. Общая численность населения по данным переписи составила 8 922 447 человек. Из них 91.60 % составили этнические азербайджанцы. Из всего населения 2 045 815 человек проживали в столичном городе Баку (среди них 1 848 107 азербайджанцы). Лезгины составили вторую (2,02 %) этническую группу по численности населения.

## 2019 год
С 1 по 10 октября была проведена третья перепись населения Азербайджана. Лист переписи содержал 6 вопросов. Анкета содержала 46 вопросов. Всего участники переписи должны были ответить на 52 вопроса. Результаты переписи должны быть обработаны и опубликованы к июлю 2022 года.  